# Mino Raiola
Carmine Raiola (n. 4 noiembrie 1967, Nocera Inferiore, Campania, Italia – d. 30 aprilie 2022, Milano, Italia) a fost un impresar olandezo-italian de fotbal care a reprezentat jucători cunoscuți la nivel mondial, precum Zlatan Ibrahimović, Paul Pogba, Henrikh Mkhitaryan sau atacantul italian Mario Balotelli. Printre primii jucători reprezentați de Mino Raiola se numără cehul Pavel Nedvěd.

## Biografie
Mino Raiola s-a născut în Nocera Inferiore, Salerno, în sudul Italiei.
Un an mai târziu a emigrat alături de părinții săi în Haarlem, Olanda. În tinerețe a lucrat ca și chelner la restaurantul tatălui său. În același timp a obținut o diplomă în drept. În tinerețe a jucat fotbal pentru echipa locală HFC Haarlem, dar a fost nevoit să se retragă, devenind șeful centrului de copii și juniori al clubului.
Și-a început activiatea de impresar în cadrul firmei Sports Promotions, intermediind transferurile unor jucători olandezi la cluburi din Italia, cel mai important fiind transferul atacantului Dennis Bergkamp de la Ajax la Internazionale. La scurt timp, Mino avea să părăsescă compania olandeză devenind impresar independent. Prima sa mutare ca și independent avea să fie trecerea lui Pavel Nedvěd de la AC Sparta Praga la S.S. Lazio în 1996.
În 2008, Raiola a fost investigat de către Federația Italiană de Fotbal pentru nereguli în realizarea unor transferuri.
În 2016, Raiola a intermediat cel mai scump transfer din istoria fotbalului, trecerea fotbalistului francez Paul Pogba de la Juventus Torino la Manchester United, pentru suma de 105 milioane de euro. 
În urma acestei tranzacții, Mino Raiola s-a ales cu un onorariu de 49 de milioane de euro.
După transferul lui Pogba, Raiola a cheltuit șapte milioane de lire pentru a cumpăra casa în care a trăit Al Capone, între 1928-1947.
Deși anunțase că va candida la președinția FIFA împotriva lui Joseph Blatter, Mino Raiola și-a retras candidatura.
A locuit la Monaco. Mino Raiola a vorbit fluent șapte limbi străine: italiana, olandeza, engleza, germana, spaniola, franceza și portugheza.

## Jucători și antrenori impresariați
- Zdeněk Grygera[13]
- Zlatan Ibrahimović[14][15]
- Martin Jol
- Felipe Mattioni[16]
- Mario Balotelli[17]
- Maxwell[18]
- Pavel Nedvěd[14]
- Kerlon[19]
- Henrikh Mkhitaryan[20]
- Paul Pogba
- Étienne Capoue[21]
- Blaise Matuidi[22]
- Gregory van der Wiel[22]
- Romelu Lukaku
- Gianluigi Donnarumma
- Moise Kean
- Matthijs de Ligt
- Erling Haaland